# Schrankia altivolans
Schrankia altivolans är en fjärilsart som beskrevs av Butler. Schrankia altivolans ingår i släktet Schrankia och familjen nattflyn. Inga underarter finns listade.